# 브렌다 블레신
브렌다 블레신(Brenda Blethyn, OBE, 1946년 2월 20일 ~ )은 영국의 배우이다. 1996년작 비밀과 거짓말에서의 '신시아 로즈 펄리' 역으로 영국 아카데미 영화상 여우주연상과 칸 영화제 여우주연상을 받고 아카데미 여우주연상에 노미네이트되는 등 주요 영화상을 석권하며 세계적으로 인기를 끌었다.

## 출연 작품
- 흐르는 강물처럼 - 미시즈 맥클레인 역
- 비밀과 거짓말 - 신시아 로즈 펄리 역
- 작은 목소리 - 마리 호프 역
- 오만과 편견
- 에델과 어니스트 - 에델 브릭스 역 (목소리)

## 서훈
- 2003년 대영 제국 훈장 4등급(OBE)